# Коршунова, Зоя Петровна
Зоя Петровна Коршунова — советский хозяйственный, государственный и политический деятель.

## Биография
Родилась в 1922 году. Член КПСС.
Окончила МГПИ, кандидат исторических наук.
В 1963—1968 — секретарь, второй секретарь Первомайского районного комитета КПСС города Москвы.
В 1968—1970 — первый секретарь Первомайского районного комитета КПСС города Москвы.
В 1970—1977 — заведующая отделом науки и вузов Московского городского комитета КПСС.
В 1977—1988 — директор Института истории партии при Московском горкоме КПСС.
С 1988 — персональный пенсионер союзного значения.
Делегат XXIV съезда КПСС.
Жила в Москве.

## Награды
- Орден Дружбы народов (16.01.1981)

## Сочинения
- Коршунова, Зоя Петровна. Из истории советского строительства в первые годы социалистической индустриализации [Текст] : (Оживление работы гор. Советов РСФСР в 1926—1927 гг.): Дис. на соискание учен. степени кандидата ист. наук / М-во просвещения РСФСР. Моск. обл. пед. ин-т. — Москва: [б. и.], 1955.